# 三星Galaxy Core
三星Galaxy Core是三星電子生產的Android智能手機。單SIM卡型號在2013年5月初公佈，在月尾發售；而單SIM卡版本在7月發售。單SIM卡型號並不在一些國家發售，另外雙卡模式已於2013年5月中下旬發布。

## 型號
此版本的Samsung Galaxy Core僅在某些歐洲國家/地區提供。它還與Galaxy Trend 3，Galaxy Star 2 Plus或Galaxy Star Advance（SM-G350L和G350M）共享相同的型號代碼。某些型號具有300萬像素攝像頭，如SM-G350E，另見Samsung Galaxy Core Prime，它是更新的版本，更新，規格更高。

### 中國

#### Galaxy Trend 3 (SM-G3502)
適用於中國的雙卡版本，但沒有閃光燈，還是有相機。

#### Galaxy Core 4G (SM-G386F)
中國移動的TD-LTE模式

#### Galaxy Style Duos (GT-I8260)
單SIM卡插槽

#### Galaxy Style Duos (GT-I8262)

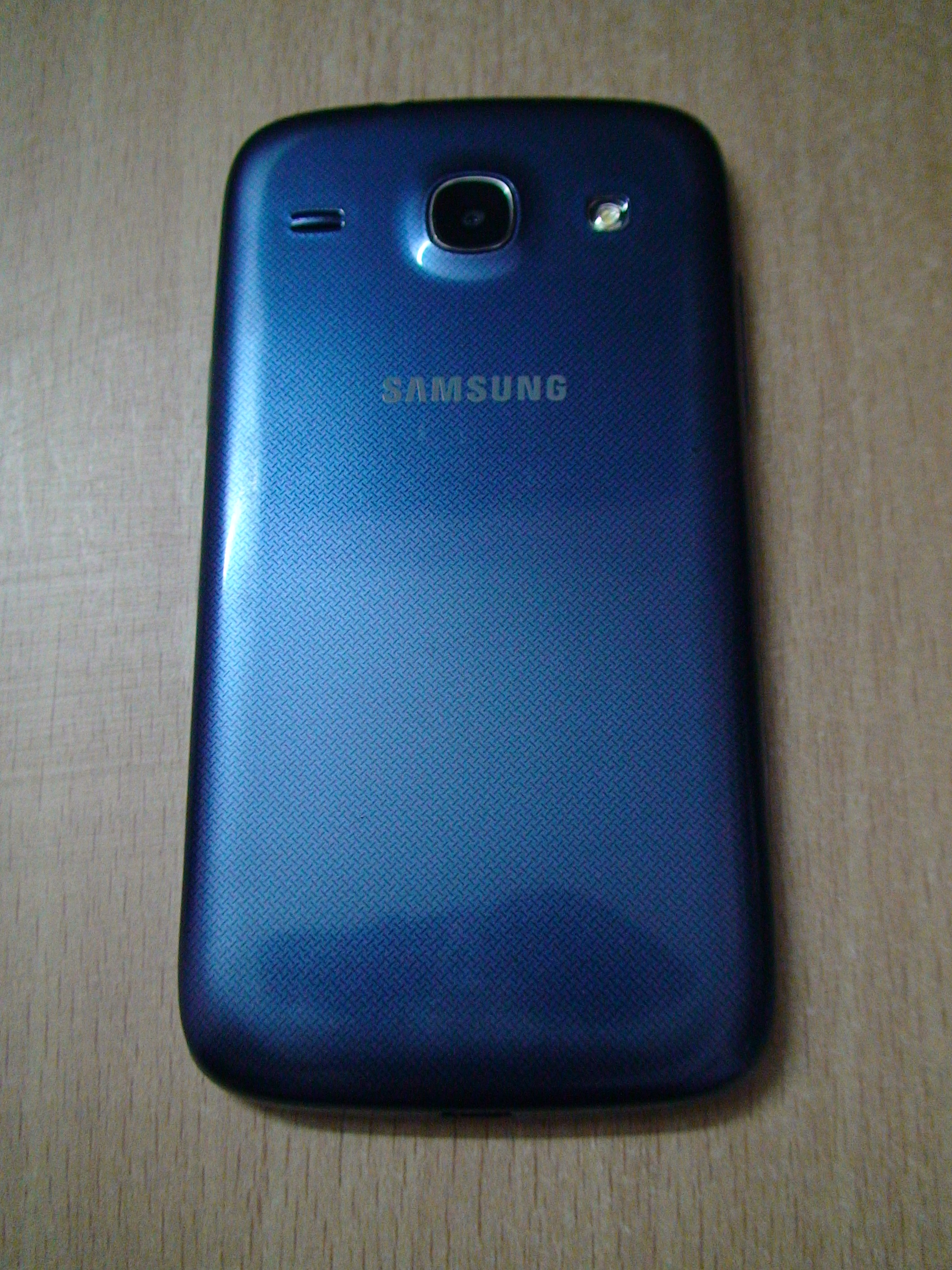
Samsung Galaxy Core 的背面

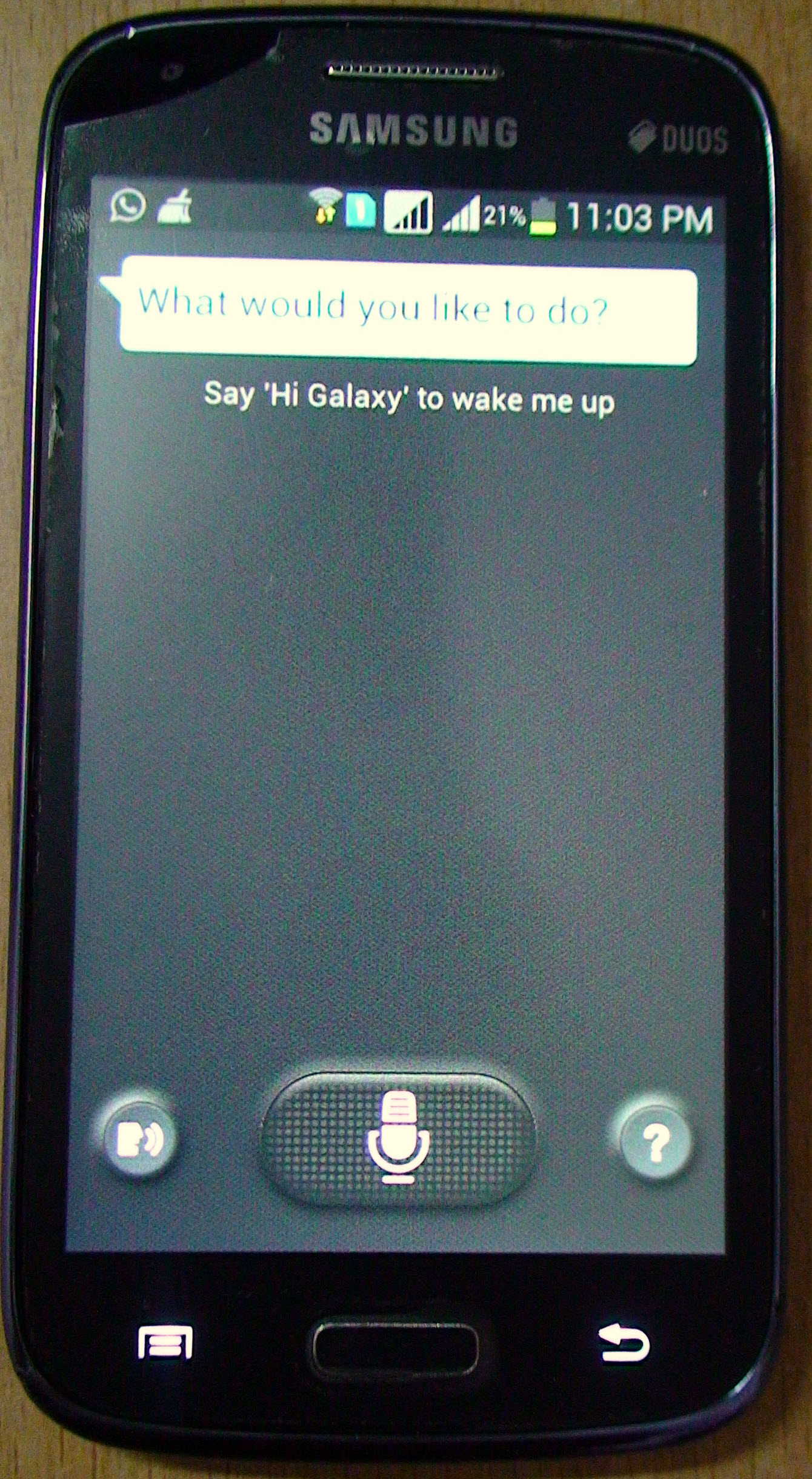
S Voice 運行於 Samsung Galaxy Core

雙SIM卡插槽

### Galaxy Core Prime (SM-G360P)
2014年11月發布; GSM，LTE（Cat4），HSPA，單卡（Duos Dual SIM）。四核1.2 GHz Cortex-A53